# Boston Marathon 1955
De Boston Marathon 1955 werd gelopen op dinsdag 19 april 1955. Het was de 59e editie van de Boston Marathon. Aan deze wedstrijd mochten geen vrouwen deelnemen. De Japanner Hideo Hamamura kwam als eerste over de streep in 2:18.22.
Het parcours is te kort gebleken. Het had namelijk niet de lengte van 42,195 km, maar 41,1 km.

## Uitslag
| rang   | naam                      | land | tijd    |
| ------ | ------------------------- | ---- | ------- |
| Goud   | Hideo Hamamura            | JPN  | 2:18.22 |
| Zilver | Eino Pulkkinen            | FIN  | 2:19.23 |
| Brons  | Nicholas Costes           | USA  | 2:19.57 |
| 4      | Paavo Kotila              | FIN  | 2:20.16 |
| 5      | Reynaldo Gorno            | ARG  | 2:20.28 |
| 6      | Gustaf-Nils Jansson       | SWE  | 2:21.40 |
| 7      | Yoshitaka Uchikawa        | JPN  | 2:22.40 |
| 8      | Tadaaki Tanabe            | JPN  | 2:26.08 |
| 9      | Esekiel Santos Bustamante | ARG  | 2:27.51 |
| 10     | Rodolfo Mendez            | PUR  | 2:28.30 |

1897 ·
1898 ·
1899 ·
1900 ·
1901 ·
1902 ·
1903 ·
1904 ·
1905 ·
1906 ·
1907 ·
1908 ·
1909 ·
1910 ·
1911 ·
1912 ·
1913 ·
1914 ·
1915 ·
1916 ·
1917 ·
1918 ·
1919 ·
1920 ·
1921 ·
1922 ·
1923 ·
1924 ·
1925 ·
1926 ·
1927 ·
1928 ·
1929 ·
1930 ·
1931 ·
1932 ·
1933 ·
1934 ·
1935 ·
1936 ·
1937 ·
1938 ·
1939 ·
1940 ·
1941 ·
1942 ·
1943 ·
1944 ·
1945 ·
1946 ·
1947 ·
1948 ·
1949 ·
1950 ·
1951 ·
1952 ·
1953 ·
1954 ·
1955 ·
1956 ·
1957 ·
1958 ·
1959 ·
1960 ·
1961 ·
1962 ·
1963 ·
1964 ·
1965 ·
1966 ·
1967 ·
1968 ·
1969 ·
1970 ·
1971 ·
1972 ·
1973 ·
1974 ·
1975 ·
1976 ·
1977 ·
1978 ·
1979 ·
1980 ·
1981 ·
1982 ·
1983 ·
1984 ·
1985 ·
1986 ·
1987 ·
1988 ·
1989 ·
1990 ·
1991 ·
1992 ·
1993 ·
1994 ·
1995 ·
1996 ·
1997 ·
1998 ·
1999 ·
2000 ·
2001 ·
2002 ·
2003 ·
2004 ·
2005 ·
2006 ·
2007 ·
2008 ·
2009 ·
2010 ·
2011 ·
2012 ·
2013 ·
2014 ·
2015 ·
2016 ·
2017 ·
2018 ·
2019 ·
2020 ·
2021 ·
2022